# جعفر جکسون
جعفر جرمایا جکسون (انگلیسی: Jaafar Jeremiah Jackson؛ زادهٔ ۲۵ ژوئیهٔ ۱۹۹۶) خواننده، رقصنده و بازیگر آمریکایی است. او فرزند جرمین جکسون و برادرزادهٔ مایکل و جنت جکسون است.
جکسون در موزیک ویدئوها و مجموعهٔ جکسون‌ها: نسل بعدی (۲۰۱۵) حضور یافته‌است. او در سال ۲۰۱۹ نخستین تک‌آهنگ خود را منتشر کرد. او نقش عمویش مایکل جکسون را در فیلم رو به انتشار مایکل به تصویر خواهد کشید.